# Luigi De Filippo
Luigi De Filippo (n. 10 august 1930, Napoli, Italia – d. 31 martie 2018, Roma, Italia) a fost un actor, regizor și dramaturg italian.

## Biografie
S-a născut la Napoli, ca fiu al actorilor Peppino De Filippo și Adele Carloni. Era, de asemenea, nepotul poetului, dramaturgului și regizorului de teatru și film Eduardo De Filippo. A studiat literatura la universitate, abandonându-și studiile în prag de absolvire pentru a urma o carieră în jurnalism. Puțin mai târziu, în 1951, De Filippo a debutat pe scenă alături de tatăl său și de atunci a desfășurat o lungă carieră de actor, jucând ani de zile într-o companie care susținea spectacole în dialectul napoletan.
În 1960 s-a căsătorit la Roma cu actrița engleză Ann Patricia Fairhurst, de care s-a separat apoi. S-a recăsătorit în 1970 cu actrița franceză Nicole Tessier, cu care a avut în anul 1972 o fiică pe nume Carolina, care l-a făcut bunic în anul 2005. Rămas văduv, s-a recăsătorit în 1997 cu Laura Tibaldi.
De Filippo a jucat în mai multe filme, remarcându-se în anii 1950 și 1960 prin rolurile interpretate în comediile italiene. El a fost, de asemenea, activ în televiziune, jucând în adaptările televizate ale spectacolelor sale de teatru, precum și în miniserialele Storie della camorra (1978) și Caracatița 3 (1987). În 1978 a părăsit compania tatălui său pentru a-și fonda propria companie, care a pus în scenă spectacolele atât cu piesele de teatru ale familiei sale, cât și cu piesele de teatru ale lui Gogol, Molière, Pirandello și alții, făcând mai multe turnee în Franța, Germania și Elveția.
În 2001, cu prilejul aniversării a 50 de ani de activitate teatrală, a primit premiul Personalità Europea la Campidoglio. La 28 iunie 2011 i-a succedat lui Maurizio Costanzo ca director artistic al Teatrului Parioli din Roma, care a devenit astfel Teatrul Parioli-Peppino De Filippo. De Filippo a murit la Roma pe 31 martie 2018, la vârsta de 87 de ani, în urma unei pneumonii.

## Filmografie
- Filumena Marturano, regie: Eduardo De Filippo (1951)
- La leggenda del piave, regie: Riccardo Freda (1952)
- Non è vero... ma ci credo!, regie: Sergio Grieco (1952)
- Peppino e la vecchia signora, regie: Piero Ballerini (1954)
- Da qui all'eredità, regie: Riccardo Freda (1955)
- Cortile, regie: Antonio Petrucci (1955)
- Lazzarella, regie: Carlo Ludovico Bragaglia (1957)
- Anna di Brooklyn, regie: Carlo Lastricati (1958)
- Promesse di marinaio, regie: Turi Vasile (1958)
- Policarpo 'ufficiale di scrittura' , regie: Mario Soldati (1959)
- Arrangiatevi, regie: Mauro Bolognini (1959)
- Roulotte e roulette, regie: Turi Vasile (1959)
- Cerasella, regie: Raffaello Matarazzo (1959)
- Il mio amico Jekyll, regie: Marino Girolami (1960)
- Chi si ferma è perduto, regie: Sergio Corbucci (1960)
- Gli incensurati, regie: Francesco Giaculli (1961)
- Il mio amico Benito, regie: Giorgio Bianchi (1962)
- Cele patru zile ale orașului Neapole, (Le quattro giornate di Napoli) necreditat, regie: Nanni Loy (1962)
- Amore all'italiana, regie: Steno (1966)
- Viaggio di nozze all'italiana, regie: Mario Amendola (1966)
- Soldati e capelloni, regie: Ettore Maria Fizzarotti (1967)
- Ninì Tirabusciò, la donna che inventò la mossa, regie: Marcello Fondato (1970)
- La carretta dei comici - serial TV, 8 episoade (1970)
- Venga a fare il soldato da noi, regie: Ettore Maria Fizzarotti (1971)
- Storie della Camorra - serial TV, 1 episod (1978)
- Série noire - serial TV, 1 episod (1984)
- Giovanni Senzapensieri, regie: Marco Colli (1986)
- Caracatița 3 (La piovra 3) - miniserial TV, 7 episoade, creditat în 2 episoade (1987)
- Quelli del casco, regie: Luciano Salce (1988)
- In nome del popolo sovrano, regie: Luigi Magni (1990)
- Il ricatto - serial TV, 2 episoade (1989-1991)
- Il prezzo del denaro - film TV (1995)
- Un posto al sole - serial TV (1996)
- Pupetta: Il coraggio e la passione - miniserial TV, 4 episoade (2013)

## Legături externe
- Site-ul oficial Arhivat în 14 iulie 2014, la Wayback Machine.
- Luigi De Filippo la Internet Movie Database